# Calandrinia caespitosa
Calandrinia caespitosa är en källörtsväxtart som beskrevs av John Gillies och George Arnott Walker Arnott. Calandrinia caespitosa ingår i släktet sidenblommor, och familjen källörtsväxter. Inga underarter finns listade i Catalogue of Life.

## Bildgalleri

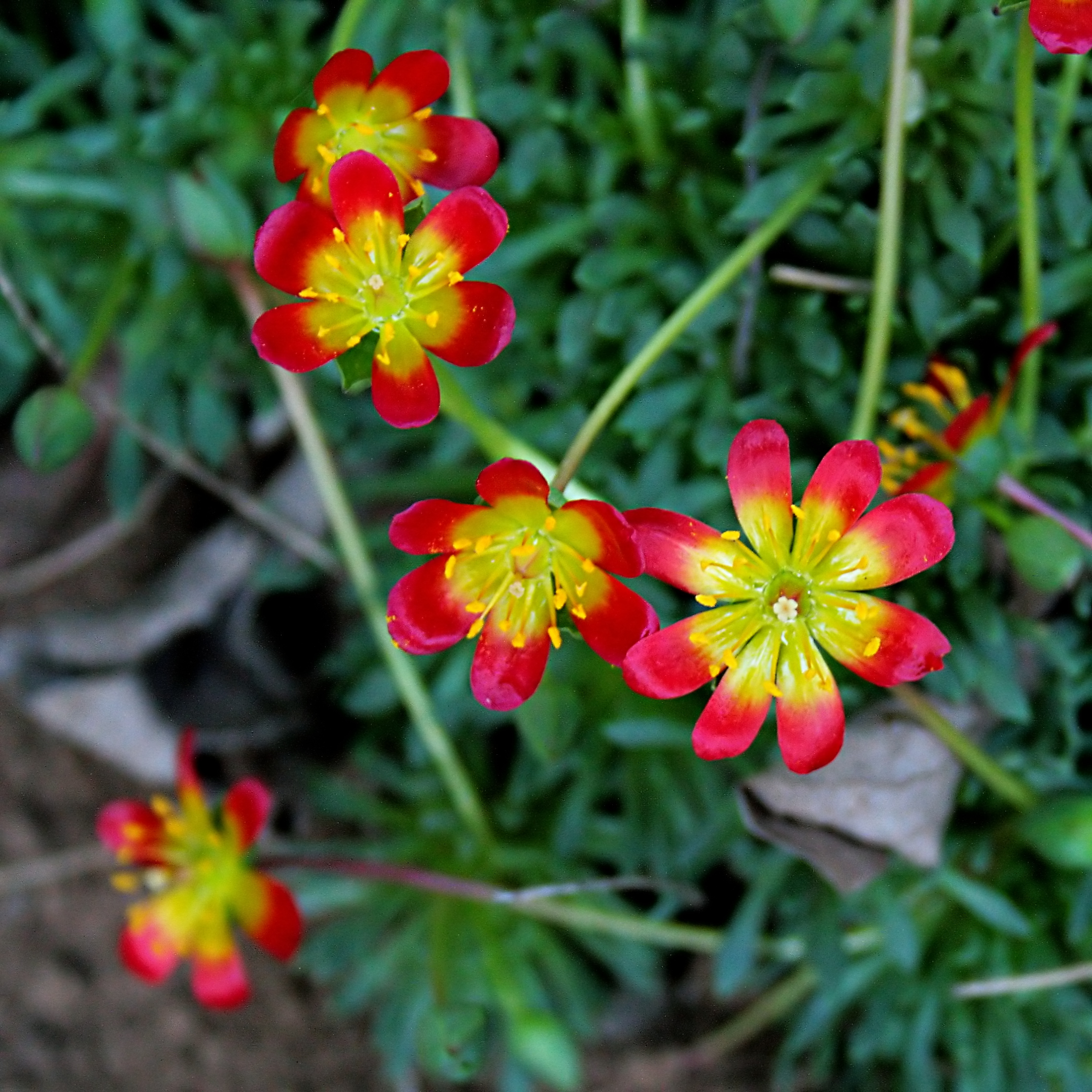